# 佛阿拉
1584年，努尔哈赤在“建州老营”的废址上建城，该城在1621年后金迁都辽阳城后被称为佛阿拉，满语旧岗之意，即“旧老城”（今新宾县永陵镇二道村）。1587到1602年，满洲兴起之初的政治中心就设于此地，其遗址保存至今。

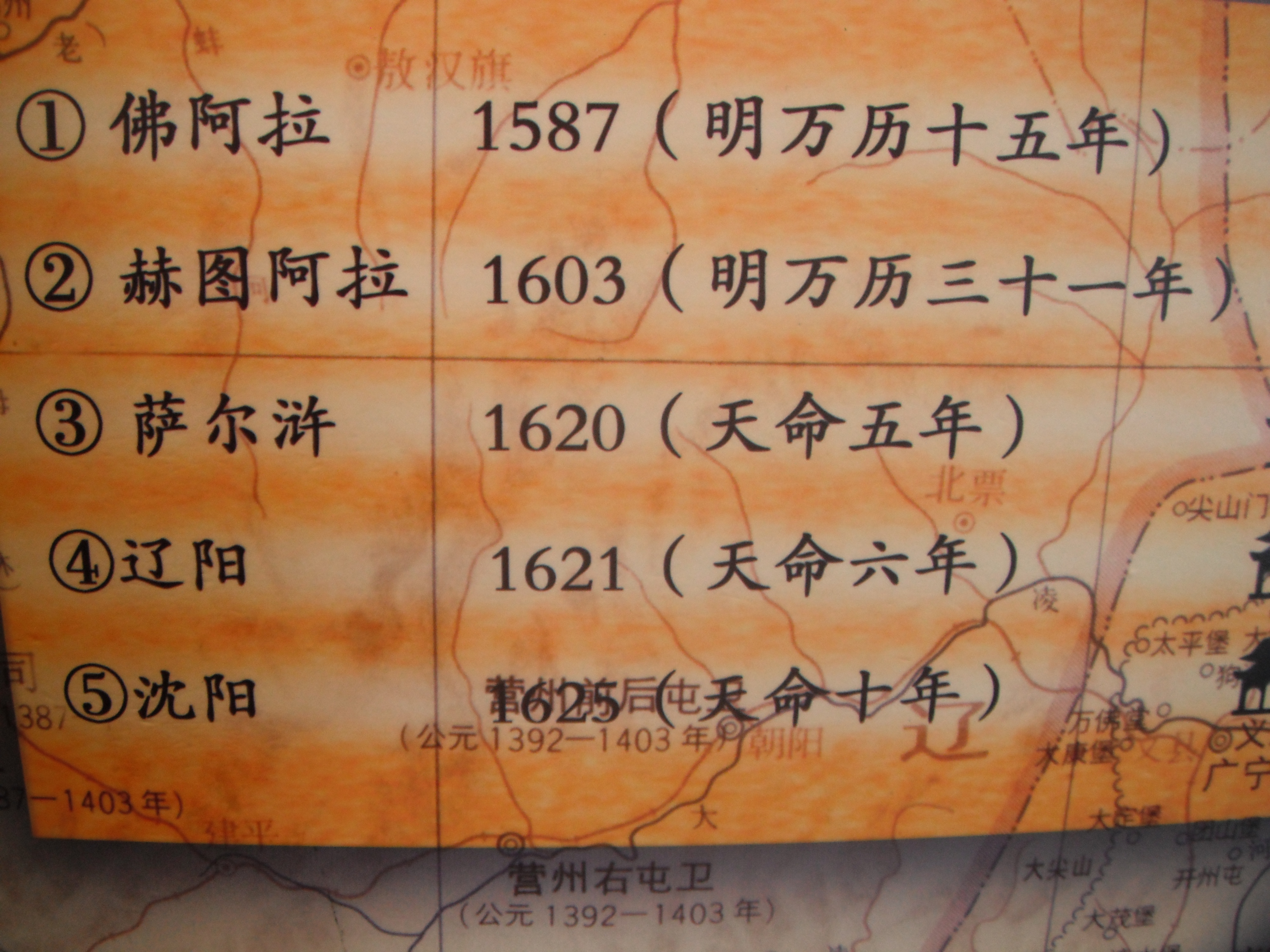
后金首都列表

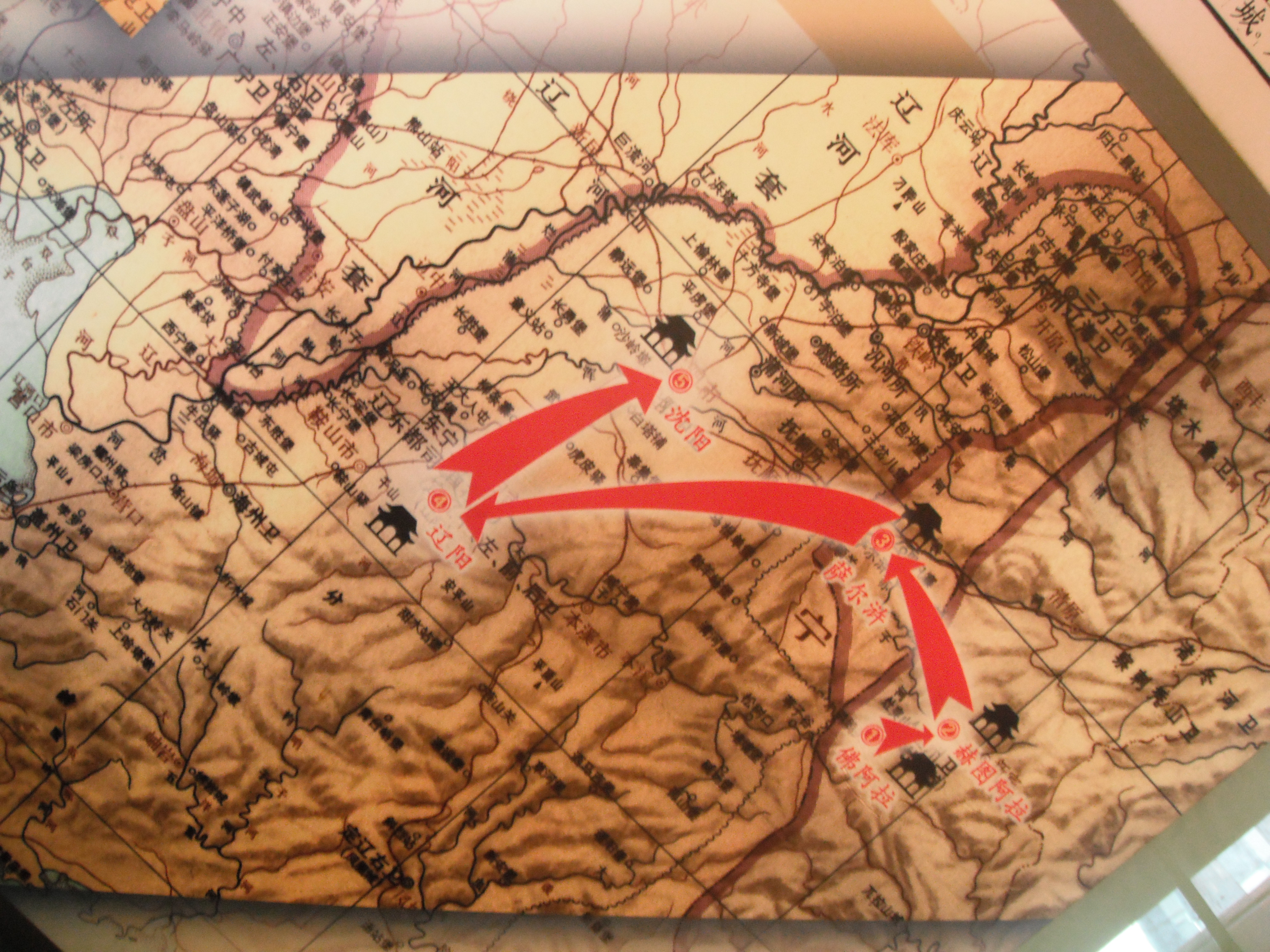
后金首都迁移图

## 李满住时期
最早的佛阿拉老城是女真首领李满住的山寨。成化三年(1467)四月，女真首领董山等人接受明廷招抚，偕李古纳哈等人赴京师朝贡。八月，董山在广宁被诱杀，李古纳哈逃回建州。九月，明廷命靖虏将军赵辅等率领5万大军分道出师，直讨建州大本营佛阿拉。同时，明廷还“约会朝鲜兵”夹击建州。于是朝鲜派康纯等率领1万多兵马前往进剿，于九月二日渡过鸭绿江，二十九日袭击居住在婆猪江沿岸的李满住等诸寨，三十日破兀弥府，李满住及其子李古纳哈及管下286人被擒杀，並于1468年正月將俘虜獻給明宪宗。